# Acipenser dabryanus
Acipenser dabryanus är en utrotningshotad art av familjen störfiskar som finns i Yangtzefloden i Kina. Till skillnad från många andra störar lever den helt i sötvatten. 

## Utseende
Som alla störar är arten en avlång fisk med hajliknande kropp som saknar fjäll men är täckt med 5 rader benplattor. Munnen sitter på undersidan av huvudet och har 4 skäggtömmar framför sig. Nosen är spetsig, men ganska kort. Huden är beklädd med flera hudtänder, som ger den en sträv yta. Bukfenan har 44 till 57 mjukstrålar, analfenan 25 till 36. Färgen är brungrå till mörkgrå på ryggen, ljusnande till vitt på buken. Ungfiskarna är svarta med en ljusgrå sidostrimma längs hela kroppen. Arten kan bli upp till 2,5 m lång, men är oftast betydligt mindre.

## Vanor
Acipenser dabryanus är en nattaktiv bottenfisk som lever hela sitt liv i Yangtzeflodens sötvatten. De vuxna fiskarna föredrar djupt (8 – 10 m) långsamt rinnande vatten, rikt på humus och med blandad sand- och dybotten, medan ungfiskarna föredrar grunda regioner med ren sandbotten. Födan består av vattenlevande insektslarver, fåborstmaskar (dit bland andra daggmaskarna hör), blötdjur, kräftdjur och småfisk.

### Fortplantning
Honan blir könsmogen vid 6 till 8 års ålder, hanen mellan 4 och 7. Leken sker vart till vartannat år under våren, mars till april. En andra parningsperiod under året, mellan oktober och december, kan också förekomma. I samband med leken vandrar de vuxna fiskarna uppåt floden till lekområdena. Honan producerar ett stort antal klibbiga ägg, som fäster sig på stenar på bottnen. Upp till tre veckors ålder stannar ynglen nära bottnen där de lever av djurplankton.

## Utbredning
Arten finns endast i Yangtzeflodens övre lopp, även om det förekommer att den går upp i bifloder.

## Status
IUCN klassificerar Acipenser dabryanus som akut hotad ("CR", underklassificeringar "A2bcd"; "B2ab(i,ii,iii,iv,v)"; "C2a(ii)"), och populationen minskar kraftigt. Arten har aldrig varit speciellt vanlig, men den nuvarande minskningen började i slutet på 1900-talet på grund av överfiske och habitatförlust, främst på grund av dammutbyggnad. 1976 började man odla yngel för utsättning, och från 2007 – 2010 har mer än 5 000 släppts ut. Man har dock ännu inte sett några resultat i form av ökad avkomma. Sedan 2002 har dessutom ett 3-månaders fiskeförbud mellan februari och april införts.